# Morti nel 1645
| Questa pagina contiene informazioni ricavate automaticamente dalle voci biografiche con l'ausilio del template Bio e di un bot. L'aggiornamento è periodico e automatico e ricostruisce completamente la pagina. Se manca una persona in questa lista, sei pregato di non aggiungerla, ma accertati piuttosto che la sua voce biografica contenga il template Bio e che i dati anagrafici siano correttamente compilati. Se il template Bio manca, inseriscilo tu stesso o, in alternativa, metti l'avviso {{tmp\|Bio}} che ne segnala la mancanza. Se i dati riportati sono sbagliati, correggi direttamente la voce biografica; le modifiche saranno visibili in questa lista entro pochi giorni. Per chiarimenti vedi il progetto biografie. La lista contiene solo le 91 persone che sono citate nell'enciclopedia e per le quali è stato implementato correttamente il template Bio. Pagina aggiornata al 26 lug 2025. |

## Gennaio(6)
- 10 gennaio - William Laud, arcivescovo anglicano inglese (n. 1573)
- 19 gennaio - Pedro Orrente, pittore spagnolo (n. 1580)
- 21 gennaio - Alessandro Filonardi, vescovo cattolico italiano (n. 1578)
- 24 gennaio - Giovanni Branca, ingegnere e architetto italiano (n. 1571)
- 30 gennaio - Mary Ward, religiosa britannica (n. 1585)
- 31 gennaio - Hans Ulrik Gyldenløve, diplomatico danese (n. 1615)

## Febbraio(9)
- 1º febbraio - Enrico Morse, presbitero inglese (n. 1595)
- 9 febbraio - Muzio Vitelleschi, gesuita italiano (n. 1563)
- 10 febbraio - Alessandro Baldrati, monaco cristiano italiano (n. 1595)
- 13 febbraio - Vincenzo Giustiniani, vescovo cattolico italiano (n. 1590)
- 14 febbraio - François de La Rochefoucauld, cardinale e vescovo cattolico francese (n. 1558)
- 18 febbraio - Richard Baker, scrittore inglese (n. 1568)
- 19 febbraio - Pier Paolo Crescenzi, cardinale e vescovo cattolico italiano (n. 1572)
- 19 febbraio - Dorotea Sofia di Sassonia-Altenburg, religiosa tedesca (n. 1587)
- 24 febbraio - Filippo VII di Waldeck-Wildungen, nobile tedesco (n. 1613)

## Marzo(2)
- 4 marzo - Matthias Hoë von Hoënegg, pastore protestante tedesco (n. 1580)
- 15 marzo - Johan Skytte, politico svedese (n. 1577)

## Aprile(4)
- 11 aprile - Ferraù Fenzoni, pittore italiano (n. 1562)
- 15 aprile - Francesco Montecuccoli, nobile e diplomatico italiano
- 17 aprile - Daniel Featley, teologo inglese (n. 1582)
- 19 aprile - Anthony van Diemen, politico olandese (n. 1593)

## Maggio(1)
- 26 maggio - Maria Anna di Gesù de Paredes, religiosa ecuadoriana (n. 1618)

## Giugno(3)
- 8 giugno - Giovanni Briccio, pittore, drammaturgo e musicista italiano (n. 1579)
- 13 giugno - Miyamoto Musashi, militare e scrittore giapponese (n. 1584)
- 22 giugno - Gaspar de Guzmán y Pimentel, politico spagnolo (n. 1587)

## Luglio(6)
- 7 luglio - Onorato Visconti, arcivescovo cattolico e diplomatico italiano (n. 1585)
- 12 luglio - Luciano Borzone, pittore italiano (n. 1590)
- 13 luglio - Marie de Gournay, scrittrice e filosofa francese (n. 1565)
- 16 luglio - Andrea de Soveral, presbitero brasiliano (n. 1572)
- 17 luglio - Robert Carr, I conte di Somerset, nobile britannico (n. 1587)
- 23 luglio - Michele di Russia, sovrano (n. 1596)

## Agosto(5)
- 3 agosto - Franz von Mercy, generale tedesco
- 18 agosto - Evdokija Luk'janovna Strešnëva, nobile russa (n. 1608)
- 21 agosto - Jacobus Wemmers, vescovo cattolico fiammingo (n. 1598)
- 28 agosto - Ugo Grozio, giurista, filosofo e teologo olandese (n. 1583)
- 31 agosto - Francesco Bracciolini, poeta italiano (n. 1566)

## Settembre(7)
- 8 settembre - Francisco de Quevedo, scrittore e poeta spagnolo (n. 1580)
- 11 settembre - Miklós Esterházy, nobile, militare e politico ungherese (n. 1583)
- 12 settembre - Felice Crova, vescovo cattolico italiano
- 16 settembre - Giovanni Macías, religioso spagnolo (n. 1585)
- 19 settembre - Alessandro Pallavicino di Zibello, condottiero italiano (n. 1570)
- 24 settembre - William Lawes, musicista e compositore inglese (n. 1602)
- 30 settembre - Federico Casimiro del Palatinato-Zweibrücken-Landsberg, duca (n. 1585)

## Ottobre(4)
- 2 ottobre - Francesco Cennini de' Salamandri, cardinale italiano (n. 1566)
- 14 ottobre - Orazio Giovan Battista Ravaschieri, nobile italiano
- 20 ottobre - François Sublet de Noyers, politico e nobile francese (n. 1589)
- 23 ottobre - Siro da Correggio, nobile italiano (n. 1590)

## Novembre(3)
- 3 novembre - Giusto Guérin, vescovo cattolico francese (n. 1578)
- 5 novembre - Andrea Cantelmo, nobile e condottiero italiano (n. 1598)
- 16 novembre - Diodorus Tuldenus, giurista olandese (n. 1590)

## Dicembre(9)
- 4 dicembre - Francesco Giarratana, religioso italiano (n. 1570)
- 7 dicembre - Filippo Teodoro di Waldeck, nobile tedesco (n. 1614)
- 12 dicembre - Giovanni Bernardino Azzolino, pittore italiano (n. 1572)
- 17 dicembre - Diego de los Cobos Guzmán y Luna, nobile spagnolo
- 18 dicembre - Nur Jahan, nobildonna persiana (n. 1577)
- 23 dicembre - Olimpia Gonzaga, religiosa italiana (n. 1591)
- 24 dicembre - Durante Dorio, storico e notaio italiano
- 28 dicembre - Gaspar de Borja y Velasco, cardinale, arcivescovo cattolico e politico spagnolo (n. 1589)
- 28 dicembre - Giovanni Battista Manso, nobile, scrittore e poeta italiano (n. 1569)

## Senza giorno specificato(32)
- Bernardo de Alderete, letterato spagnolo (n. 1565)
- Ali Bitchin, corsaro italiano (n. 1560)
- William Browne, poeta britannico (n. 1590)
- Pier Maria Cecchini, attore teatrale italiano (n. 1563)
- Elizabeth Clarke, inglese (n. 1565)
- Fabrizio Colloredo, militare e ambasciatore italiano (n. 1576)
- Francesco De Pietri, storico e giurista italiano (n. 1575)
- Federico Campana, nobile e militare italiano (n. 1582)
- Feng Menglong, scrittore e poeta cinese (n. 1574)
- Paolo Finoglio, pittore italiano
- Nikolaus Fleckenstein, ufficiale svizzero (n. 1580)
- Balthasar Florisz van Berckenrode, incisore, cartografo e editore fiammingo (n. 1591)
- Sebastiano Ghezzi, pittore e architetto italiano (n. 1580)
- Giovanni Gonzaga, nobile e religioso italiano
- Jacob van der Heyden, pittore, incisore e scultore fiammingo (n. 1573)
- Tobias Hume, gambista e compositore inglese
- Emilia Lanier, poetessa inglese (n. 1569)
- Balthasar Lawers, pittore fiammingo (n. 1578)
- Li Zicheng, imperatore cinese (n. 1606)
- Jacques Linard, pittore francese (n. 1597)
- Juan de Luna, scrittore spagnolo (n. 1575)
- John Maitland, I conte di Lauderdale, politico e nobile scozzese
- Rodolfo Giovanni Marazzino, militare italiano (n. 1585)
- Giacomo Micalori, teologo, filosofo e astronomo italiano (n. 1570)
- Mattheus Molanus, pittore e disegnatore olandese
- Archibald Napier, I Lord Napier, politico scozzese (n. 1576)
- Niceforo di Alessandria, arcivescovo ortodosso greco
- Opechancanough, nativo americano
- Takuan Sōhō, monaco buddhista giapponese (n. 1573)
- Filippo Tarchiani, pittore italiano (n. 1576)
- Alessandro Zilioli, storiografo, letterato e poeta italiano (n. 1596)
- Diego de Prado, cartografo e navigatore spagnolo